# Hellenic Petroleum
Hellenic Petroleum S.A. és la major companyia de refinació de petroli de Grècia i té els seus orígens el 1958, amb l'establiment de la primera refineria a Grècia (Aspropyrgos). Va adoptar el seu nom actual el 1998, canviat de l'antic Public Petroleum Corporation SA (DEP), com a resultat d'una reorganització de la corporació. És un consorci de 9 subsidiàries i un nombre addicional de companyies de les que té diferents graus de control de la seva gestió.

## Activitats

### Refineries i estacions de serveis
Hellenic Petroleum opera tres refineries a Grècia, a Tessalònica, Elefsina i Aspropyrgos, que totalitza un 73% de la capacitat de refinació del país (el 27% restant pertany a Motor Oil Hellas), i una a Macedònia del Nord, la refineria OKTA, que és proveïda de cru a través d'oleoductes des de Tessalònica i cobreix aproximadament el 85% de les necessitats del país. El petroli cru per a les refineries és subministrat des de l'Aràbia Saudita, l'Iraq, Iran, Líbia i Rússia. La companyia també opera 1400 estacions de servei a Grècia i prop de 350 estacions a Albània, Geòrgia, Sèrbia, Bulgària, Xipre, Montenegro i Macedònia del Nord. També té una xarxa que comercialitza gas liquat (LPG), fuel per a aviació i el sector naval, així com lubricants.

### Petroquímica
És la companyia més important que produeix productes petroquímics a Grècia, Hellenic Petroleum té una part molt significant del mercat (superior al 50% en alguns casos). Els seus productes bàsics són plàstics, PVC i polipropilè, dissolvents i química orgànica, com clor i hidròxid de sodi. El departament de petroquímica és part de la refineria de Tessalònica.

### Electricitat
Hellenic Petroleum opera una central elèctrica de 390 MW de gas natural a Tessalònica. Va ser inaugurada el 2005 i és operada a través de la seva subsidiària, T - Power. La inversió en costos fixos va pujar a 250 milions d'euros.

### Explotació de petroli
Mitjançant la Llei 2289/95, Hellenic Petroleum manté els drets exclusius d'exploració i producció d'hidrocarburs 62000 km² a Grècia. La companyia també és activa a l'estranger, en cooperació amb companyies estrangeres, Albània i Líbia.

### Altres
Les subsidiàries de Hellenic Petroleum inclouen la companyia d'enginyeria Asprofos i la companyia de producció de pel·lícula de polipropilè, Diaxon, la factoria està situada a l'àrea industrial de Komotini. La companyia també controla una empresa naviliera i té el 35% de les accions a DEPA, la companyia de gas natural grega, i VPI, que produeix resines de PET.